# Kevin Sheppard
Kevin Alphonso Sheppard (Saint Croix, 17 settembre 1979) è un allenatore di pallacanestro, ex cestista ed ex calciatore americo-verginiano.
È stato il protagonista del documentario The Iran Job

## Carriera
Sheppard ha militato sia nella Nazionale virginiana di calcio che  in quella di pallacanestro. Con la prima ha disputato 2 incontri, segnando 2 reti.
Da cestista ha disputato 3 edizioni dei Campionati americani (2003, 2007 e 2009) e i XV Giochi panamericani.
Terminata l'attività di giocatore, dal dicembre 2011 è allenatore dei Complex Barracudas, squadra di high school.